# Médaille militaire
Médaille militaire (în română Medalia militară) este o decorație militară a Republicii Franceze decernată militarilor francezi sau străini pentru servicii meritorii și acte de curaj în acțiune împotriva inamicului. Este a treia cea mai înaltă distincție a Republicii Franceze, după Legiunea de onoare, un ordin civil și militar, și Ordre de la Libération, un ordin decernat doar în timpul celui de-al Doilea Război Mondial. Médaille militaire este, prin urmare, cea mai înaltă decorație franceză acordată doar militarilor.
În timpul Primului Război Mondial au fost acordate 230 000 de medalii, atunci când 1.400.000 de militari francezi au fost uciși și 3.000.000 au fost răniți. Spre comparație, Medalia Militară britanică a fost atribuită de 115.000 de ori în Primul Război Mondial, când 673.375 de militari britanici au fost uciși și 1.643.469 au fost răniți.
Decorația a fost instituită pentru prima dată în 1852 de către primul președinte al Republicii Franceze, Louis-Napoléon Bonaparte, care s-ar fi inspirat dintr-o medalie instituită și acordată de către tatăl său, Louis Bonaparte, rege al Olandei.
După Primul Război Mondial, Medalie Militară a fost, de asemenea, temporar acordată pentru răni obținute în luptă.